# Goyenia electa
Goyenia electa är en spindelart som beskrevs av Forster 1970. Goyenia electa ingår i släktet Goyenia och familjen Desidae. Inga underarter finns listade i Catalogue of Life.